# Kościół św. Ubaldeski w Paoli
Kościół świętej Ubaldeski (malt. Knisja ta' Sant'Ubaldeska, ang. St. Ubaldesca Church) – barokowy kościół z XVII wieku, zbudowany w Paoli na Malcie. Budynek jest historycznym punktem orientacyjnym, będąc najstarszym kościołem w okolicy.

## Historia kościoła
Patronką kościoła jest św. Ubaldeska Taccini, urodzona w roku 1136 w Calcinaia, niedaleko Pizy, która wstąpiła do Zakonu św. Jana w wieku lat piętnastu. 

### Budowa
31 lipca 1629 papież Urban VIII wydał bullę, w której m.in. dał Zakonowi pozwolenie na wzniesienie kościoła poświęconego św. Ubaldesce, do której ówczesny Wielki Mistrz miał wielkie nabożeństwo. Odpowiedni fragment dokumentu brzmi: „(...) akceptujemy tę prośbę, i wyżej wspomnianemu Antoniusowi, z władzą apostolską udzieloną przez tę bullę, dajemy prawo, że we wspomnianym mieście w miejscu przez niego wybranym, o ile jest to wygodne i sprawiedliwe, kościół może zbudować na cześć wspomnianej świętej”.
Już 12 listopada tego samego roku Zakon zatwierdził budowę kościoła. Jego kamień węgielny położony został 25 sierpnia 1630 przez Wielkiego Mistrza Antoine de Paule’a. Historyk Achille Ferres przypuszcza, że plany świątyni wykonał architekt Vittorio Cassar, syn Girolamo. Budynek miał wymiary wewnętrzne ok. 7,9 m × 8,2 m, co było wystarczające dla ówczesnej populacji wioski – 16 lat po wybudowaniu kościoła w Paoli mieszkało 160 osób.

### Powiększenie
W XIX wieku populacja wioski zaczęła wzrastać, kiedy w 1760 roku wynosiła około 200 mieszkańców, 115 lat później już blisko 850. Kościół powoli zaczynał być za mały. W roku 1883 arcybiskup otrzymał list od parafian, w którym wyrażali oni życzenie powiększenia świątyni, aby ta mogła sprostać rozwijającej się wspólnocie. 17 lipca 1901, na prośbę biskupa Pietro Pace, akt własności kościoła św. Ubaldeski został przeniesiony na władze kościelne, aby ten mógł służyć jako kościół parafialny. Należy zaznaczyć, że po usunięciu Joannitów z wyspy, budynek stał się własnością państwową. W tym samym roku założony został komitet pod przewodnictwem markiza Giorgio Crispo Barbaro di San Giorgio oraz ks. Francisa Attarda, który wziął na siebie zadanie zgromadzenia materiałów oraz dopilnowanie wykonania prac modernizacyjnych w kościele. Prace te zostały zakończone 15 września 1901 roku. Po ich ukończeniu kościół uzyskał nową fasadę, a jego wymiary wewnętrzne powiększono do około 15 m × 10 m. Oryginalne retabulum, obraz pędzla Bartolomeo Garagony, zostało zastąpione pracą wykonaną przez Lazzaro Pisaniego.

### Współcześnie
Ponieważ z upływem czasu fasada kościoła uległa zniszczeniu, jak też uszkodzone zostały boczne ściany oraz dach, w latach 2007–2008 budynek przeszedł prace naprawcze. W roku 2009 usunięto powstałe w międzyczasie pęknięcia na fasadzie. Po rocznym monitorowaniu fasadę odnowiono, a pomiędzy wieżami postawiono na nowo drewniany krzyż.
Kościół nie jest w ciągłym użytkowaniu, jedynie w soboty odbywają się tam spotkania grupy charyzmatycznej, połączone z mszą świętą. Kościół używany jest też w okresie Wielkanocy: w Niedzielę Palmową rozpoczyna się stąd procesja z palmami do kościoła parafialnego.

## Parafia
W latach 1905–1910 kościół św. Ubaldeski pełnił rolę pomocniczego kościoła parafialnego. Wtedy też kościół został poświęcony Najświętszemu Sercu Jezusa, będącemu patronem Paoli. 
W roku 1910 Paola uzyskała status samodzielnej parafii.
Podczas I wojny światowej Paola przyjęła uciekinierów z Cottonery, którzy przynieśli tradycję obchodzenia świąt patronalnych swoich miast pochodzenia. 
Kościół przestał być kościołem parafialnym około roku 1928, kiedy rozpoczęto odprawianie mszy świętych w kościele Chrystusa Króla, zbudowanym w celu zaspokojenia potrzeb rosnącej liczby wiernych w mieście.

## Wnętrze
Jeśli spojrzeć na sufit kościoła, zauważyć można podział: część z widocznym spoiwem między kamiennymi blokami oraz część gładką. Ten gładki sufit znamionuje część, która została dobudowana w roku 1901. Data ta umieszczona jest na suficie świątyni.

### Ołtarz główny
Największym dziełem sztuki, jakie można znaleźć w tym kościele, jest obraz tytularny Najświętsze Serce Jezusa, wykonany przez maltańskiego malarza przełomu XIX i XX wieku, Lazzaro Pisaniego. Obraz nosi datę 1911. Rama malowidła jest dziełem sztuki najwyższej klasy, wykonanym przez najlepszego w owym czasie stolarza-artystę, Emmanuela Buhagiara.
Na predelli ołtarza, z obu stron zakończonej wykonanymi z białego marmuru głowami aniołów, umieszczone są cztery, również marmurowe, symbole Ewangelistów. Na ołtarzu, w centralnym miejscu, znajduje się miedziane tabernakulum.

### Ołtarze boczne
W związku z tym, że wiele osób z Three Cities przeniosło się do Paoli, przywożąc ze sobą kult patronów swoich parafii, w kościele św. Ubaldeski znajdują się boczne ołtarze:
- ołtarz Niepokalanego Poczęcia (patron Bormli), z obrazem włoskiego artysty Filippo Venutiego; obraz przedstawia Madonnę na chmurach, otoczoną przez cztery anioły z kwiatami rękach;
- ołtarz św. Wawrzyńca (patron Birgu), z obrazem namalowanym w 1910 przez maltańskiego artystę Giuseppe Duca (1871–1948); znajduje się na nim święty, diakon w czerwonej sutannie, leczący chorych;
- ołtarz Narodzenia Maryi Panny Il-Bambina (patron Senglei), z obrazem namalowanym przez Ramiro Cali (1881-1945), przedstawiający rodziców Matki Bożej, św. Annę z Marija Bambina na kolanach oraz Joachima; Maryję adorują dwaj aniołowie;
- ołtarz Świętej Rodziny, z obrazem pochodzącym prawdopodobnie z końca XVII wieku, kiedy Wielkim Mistrzem Zakonu był Adrien de Wignacourt, na co wskazuje jego herb, widoczny na górze obrazu po lewej stronie; autor dzieła nie jest znany;
- ołtarz św. Ubaldeski, z obrazem, będącym poprzednio tytularnym, a wykonanym przez Bartolomeo Gargonę (1584–1641); obraz przedstawia świętą, adorowaną przez Wielkiego Mistrza Antoine de Paule’a[4].

### Inne dzieła sztuki
W kościele znajduje się również chrzcielnica wykonana z wapienia, ozdobiona rzeźbami aniołów oraz innymi motywami. Nad wejściem znajduje się galeria organowa, wykonana mistrzowsko w drewnie.

## Ochrona dziedzictwa kulturowego
Kościół umieszczony jest na liście National Inventory of the Cultural Property of the Maltese Islands (NICPMI) pod nr. 00643.  